# Kenneth Peters
Kenneth Peters (født 4. december 1980) er en dansk håndboldspiller, der spiller for Fredericia HK i Håndboldligaen.

## Eksterne links
- Spillerinfo Arkiveret 7. november 2007 hos  Wayback Machine